# Urban Renewal
Urban Renewal è un album in studio del gruppo musicale statunitense Tower of Power, pubblicato nel 1975.
Si tratta dell'ultimo disco registrato con il cantante Lenny Williams.

## Tracce
1. Only So Much Oil in the Ground - 3:46
2. Come Back, Baby - 3:21
3. It's Not the Crime - 1:45
4. I Won't Leave Unless You Want Me To - 3:28
5. Maybe It'll Rub Off - 3:15
6. (To Say the Least) You're the Most - 2:28
7. Willing to Learn - 4:35
8. Give Me the Proof - 2:35
9. It Can Never Be the Same - 4:43
10. I Believe in Myself - 2:00
11. Walkin' Up Hip Street - 5:50